# Алехандрес, Хуан Мануэль
Хуа́н Мануэ́ль Алеха́ндрес Родри́гес (исп. Juan Manuel Alejándrez Rodríguez, 17 мая 1944, Мехико — 6 января 2007, Гвадалахара) — мексиканский футболист, игравший на позиции правого защитника. Участник чемпионата мира 1970 года в составе национальной сборной Мексики.

## Клубная карьера
Начал свою футбольную карьеру в «Насьонале» из родной Гвадалахары, за который дебютировал в чемпионате Мексики в возрасте девятнадцати лет в сезоне 1963/1964. В этой команде провёл следующие два года, но, несмотря на регулярные выступления, не смог добиться никаких командных успехов и по итогам сезона 1964/1965 вылетел во второй мексиканский дивизион.
Сразу после этого перешёл в команду «Крус Асуль», в которой быстро закрепился как игрок основного состава. В сезоне 1968/1969 он выиграл со своей командой 4 трофея: первый в истории клуба титул чемпиона Мексики, Кубок Мексики, трофей Чемпион чемпионов, а также Кубок чемпионов КОНКАКАФ. В последующие годы он ещё трижды стал чемпионом страны (1970, 1971/1972, 1972/1973) и ещё дважды подряд выиграл Кубок чемпионов (1970, 1971).
В середине 1973 года Алехандреc решил вернуться в родной город, где подписал контракт с клубом «Халиско». В течение следующих четырёх сезонов был основным игроком клуба, но не смог повторить своих достижений с «Крус Асуль» и не выиграл ни одного трофея ни на национальном, ни на международном уровне. Он завершил карьеру в возрасте 34 лет, выступая за столичную команду «Атланте».

## Карьера в сборной
В 1967 году Алехандреса включили в состав олимпийской сборной Мексики на Панамериканские игры в Виннипеге, где мексиканцы завоевали золотую медаль и одержали победу в мужском футбольном турнире. В 1968 году тренер Игнасио Трельес вызвал его на Олимпийские игры в Мексике, где он был ключевым игроком своей сборной и отыграл все шесть матчей от первой до последней минуты. Его команда сумела выйти в полуфинал, но затем уступила в матче за третье место, не завоевав медали.
6 марта 1967 года дебютировал в официальных матчах в составе национальной сборной Мексики в игре Чемпионата наций КОНКАКАФ против Никарагуа (4:0). Он принял участие в этом турнире ещё четыре раза, а его национальная сборная одержала три победы и потерпела одно поражение, в конечном итоге заняв второе место на соревновании. В 1970 году был вызван на домашний для мексиканцев чемпионат мира, на котором хозяева прекратили борьбу на стадии четвертьфиналов. В играх мундиаля на поле не выходил, оставаясь резервистом основного правого защитника сборной того периода Хосе Вантольры.
Всего в течение карьеры в национальной команде, продолжавшейся четыре года, провёл в её форме 23 матча.
Умер 6 января 2007 года на 63-м году жизни в Гвадалахаре.

## Достижения
«Крус Асуль»
- Чемпион Мексики (4): 1968/1969, 1970, 1971/1972, 1972/1973
- Обладатель Кубка Мексики: 1969
- Обладатель Кубка чемпионов КОНКАКАФ: 1969, 1970, 1971
- Обладатель трофея Чемпион чемпионов: 1969

Сборная Мексики
- Серебряный призер Чемпионата наций КОНКАКАФ: 1967
- Победитель Панамериканских игр: 1967